# برفک دهان
استوماتیت کاندیدیاز یا برفک دهان (به انگلیسی: Oral candidiasis) به شکل برجستگی‌های سفید خاکستری در روی مخاط دهان و زبان بروز کرده که با کندن این ضایعات مناطق خونریزی‌دهنده ایجاد می‌شود. ضایعه اغلب اگزودای سفید دارد. برفک دهان به دلیل از بین رفتن باکتری‌های مفید موجود در دهان ایجاد می‌شود و با این وضع قارچ‌های کاندیدای موجود در دهان رشد بیش از حد پیدا می‌کنند و به صورت برفک در دهان دیده می‌شوند. برفک دهان اکثراً توسط قارچ کاندیداآلبیکانس و گاه توسط قارچ‌های کاندیدا گلابراتا و کاندیدا تروپیکالیس ایجاد می‌شود.
این بیماری نباید با لوکوپلاکیا اشتباه گرفته شود. ضایعات لوکوپلاکیا بیشتر در کناره‌های زبان است، در حالی که ضایعات برفکی معمولاً در روی زبان و سایر نقاط دهان دیده می‌شود.

## در کودکان
برفک دهان اغلب در نوزادان دیده می‌شود. در نوزادان اغلب به دنبال عبور از کانال زایمانی و بعلت وجود کاندیدا در آنجا نوزاد دچار این بیماری می‌شود.همچنین در کودکان ونوجوانانی که از دستگاه متحرک ارتودنسی استفاده میکنند ؛علائم این بیماری شایع است.

## درمان در کودکان
درمان با قطره نیستاتین یا کلوتریمازول موضعی برای حداقل ده روز است.

## در بزرگسالان
عامل این بیماری مخمر کاندیدا آلبیکانس است. برفک دهان در انسان‌های سالم نیز ممکن است رخ دهد، اما در بزرگسالان اکثراً عوامل زیر زمینه‌ساز بیماری هستند:
- استرس: استرس شدید و طولانی در بدن باعث آزاد شدن هورمون کورتیزول می‌شود. این هورمون با کاهش ایمنی بدن و افزایش قند خون، می‌تواند موجب ایجاد برفک دهان شود.[۴]
- کسانی که در دوره‌ای از آنتی‌بیوتیک یا دهانشویه‌های ضد باکتری استفاده کرده‌اند.
- به عنوان عفونت فرصت طلب در بیماران دچار ضعف ایمنی مانند ایدز
- کسانی که دیابت دارند.
- کسانی که از دندان مصنوعی استفاده می‌کنند.
- زنان باردار.
- کسانیکه دچار نقص در هضم غذا هستند.

بیشتر بیماران بدون علامت هستند ولی ممکن است هنگام غذا خوردن درد داشته باشند یا در آغاز ابتلا از طعم بد دهان گله داشته باشند.
پاپیلای سطح پشتی زبان محل ابتدایی توده شدن این ارگانیسم در حفره دهان ناقلان سالم دارای دندان است.

## درمان در بزرگسالان
- درمان در بالغین از ترکیبات استروئیدی و فلوکونازول استفاده می‌شود. داروهایی مانند نیستاتین، میکونازول، آموفوتریسین بی.
- مصرف محلول دهانشویه نیستاتین در کم کردن برفک دهانی مؤثر است. نیستاتین دهانشویه مورد استفاده از دسته پلی‌ان‌ها و در حقیقت یک ترکیب آنتی‌بیوتیک ضد قارچی تتراماکرولیدی می‌باشد. مصرف به صورت ۴ بار در روز است.[۶]
- مصرف دهانشویه کلرهگزیدین بدون الکل نیز در کم کردن برفک دهانی مؤثر است. مصرف این دهانشویه به صورت دو بار در روز است. دهانشویه کلرهگزیدین، یک دهانشویه آنتی‌سپتیک است که توسط بسیاری از مطالعات بالینی و آزمایشگاهی، به عنوان یک داروی موضعی ضد باکتری و قارچی کاندیدا معرفی شده‌است.[۷]

## رژیم غذایی ضد کاندیدا[۸]
باتوجه به اینکه قارچ‌های کاندیدایی در محیط شیرین و اسیدی رشد می‌کنند، برای مقابله با آن‌ها باید رژیم غذایی خود را کمی تغییر دهید و از مصرف غذاهای اسیدی و قنددار خودداری کنید از جمله:
- پنیر مانده
- کلیه مشروبات الکلی (آبجو، لیکور، شراب و…)
- شکلات
- میوه‌ها (خشک و تازه)
- غذاهای تخمیر شده
- قارچ
- سرکه و ترشی جاتی که سرکه دارند (پیاز ترشی، خیارترشی)
- پاستا
- انواع مواد شکر دار (شیرینی جات، عسل، شربت‌ها)
- ادویه جاتی که شکر و سرکه دارند (سس کچاپ، سس استیک…)
- سبزیجاتی مانند خیار و چفندر و کنسروهای گوجه
- گوشت‌های هورمونی
- فست فود و غذاهای آمادهٔ فریزری

## نگارخانه

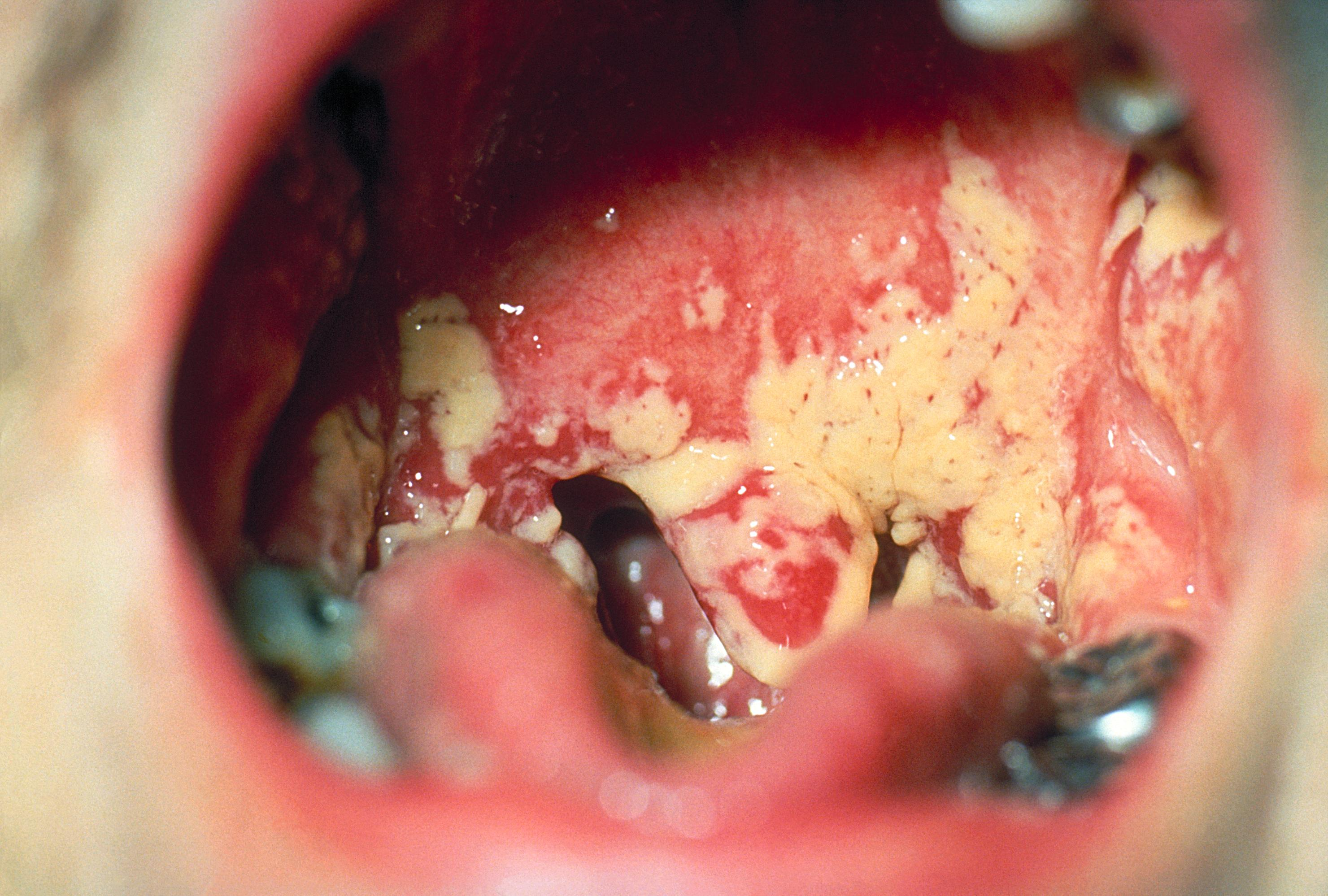